# 11385 Beauvoir
A 11385 Beauvoir (ideiglenes jelöléssel 1998 SP147) a Naprendszer kisbolygóövében található aszteroida. Eric Walter Elst fedezte fel 1998. szeptember 20-án.
Nevét Simone de Beauvoir (1908–1986) francia írónő után kapta.